# 문종실록
《문종공순대왕실록》(文宗恭順大王實錄) 또는 《문종실록》(文宗實錄)은 조선 문종이 즉위한 1450년 3월부터 승하한 1452년 5월까지 재위 2년 3개월 간의 일을 기록한 실록이다. 편년체로 기록되어 있다. 본래 13권이나, 현재 제11권 (문종 1년 12월 ~ 2년 1월)은 없는 상태이다. 현존하는 것은 12권이다. 세조 때 편찬되어 시각이 일방적이라는 견해가 많다.
1453년(단종 1년) 《세종실록》이 거의 완성되자, 황보인 등이 연이어 《문종실록》을 만들자고 건의하여 그때부터 편찬을 시작했다. 처음에는 황보인, 김종서 등의 주도 하에 진행되다가, 계유정난 이후 세조, 정인지, 신석조 등이 맡이 수찬하게 되었다. 1455년(세조 1년) 작업을 완료하여 각 사고에 봉안했다.